# Lions Air

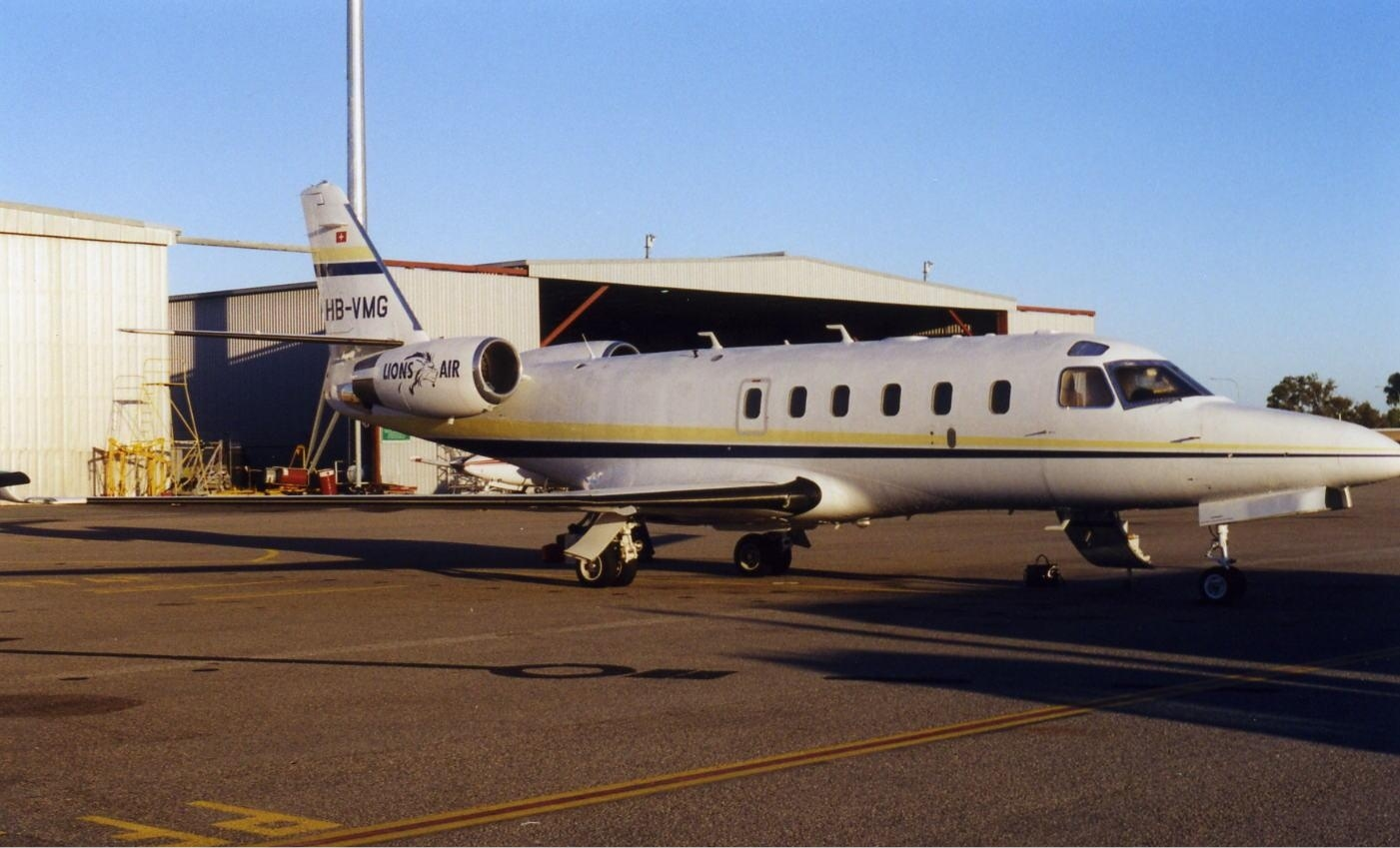
IAI Astra авиакомпании Lions Air в аэропорту Перта, 2000 год

Lions Air — швейцарская авиакомпания со штаб-квартирой в Цюрихе, работающая в сфере чартерных и бизнес-перевозок по стране и за её пределами.
Портом приписки перевозчика является аэропорт Цюриха.

## История
Авиакомпания была основана в 1986 году пилотом гражданской авиации Юргом Флейсхманном.
В июне 2005 года планировала взять в лизинг самолёт McDonnell Douglas MD-80 для открытия чартерных рейсов между Цюрихом, Приштиной, Сараево и Скопье, однако год спустя отказалась от этих планов.
В июле 2007 года штат авиакомпании насчитывал 30 сотрудников.

## Флот
В августе 2010 года флот авиакомпании насчитывал Lions Air следующие воздушные суда:
- Pilatus PC-12 — 2 ед.